# مهرگیاه (فیلم ۱۹۵۲)
مهرگیاه (آلمانی: Alraune) فیلمی در ژانر ترسناک و علمی–تخیلی به کارگردانی آرتور ماریا رابنالت است که در سال ۱۹۵۲ منتشر شد. از بازیگران آن می‌توان به هیلدگارد کنف، اریش فن اشتروهم، و هاینز بوم اشاره کرد.